# 유남석 (희극인)
유남석(1980년 11월 17일 ~ )은 대한민국의 희극인이다. 경복대학에서 인터넷정보과를 졸업하였으며, 소속사는 이엔티팩토리이다. 소속사인 이엔티팩토리 2기 개그맨으로 데뷔하였다.

## 학력
- 경북대학교

## 출연자

### 방송
- 웃음을 찾는 사람들
- 개그투나잇
- 코미디 빅리그 시즌2, 시즌3

## 경력
- 2011년 금산세계인삼엑스포 홍보대사